# Liste der Brücken über die Dünnern
Die Liste der Brücken über die Dünnern enthält die Dünnern-Brücken von der Quelle beim Schafmatthof in Gänsbrunnen bis zur Mündung bei Olten in die Aare.

## Brückenliste
101 Übergänge überspannen den Fluss: 71 Strassen- und Feldwegbrücken, 17 Fussgänger- und Velobrücken, neun Eisenbahnbrücken und vier Gebäude-«Brücken».

### Bezirk Thal
46 Übergänge überspannen den Fluss zwischen der Ortschaft Welschenrohr und der Gemeinde Balsthal.
| Bild                                                                       | Name                                           | Ort                         | Lage | Funktion                                                                          | Konstruktion   | Material             | Länge in m | Höhe m ü. M. | Bemerkungen |
| -------------------------------------------------------------------------- | ---------------------------------------------- | --------------------------- | ---- | --------------------------------------------------------------------------------- | -------------- | -------------------- | ---------- | ------------ | --- |
|                                                                            | Hauptstrasse-Brücke (über Chaltbach)           | Welschenrohr                |      | Strassenbrücke (zweispurig)                                                       | Bachdurchlass  | Beton                | 5          | 713          | Höchstgeschwindigkeit 80 km/h Veloland-Route 54 Arc jurassien (Etappe 3 Tramelan–Welschenrohr) PostAuto Buslinie 129/N59 (Balsthal–Welschenrohr–Gänsbrunnen)                                                             |
|                                                                            | Staatsweg-Brücke                               | Welschenrohr                |      | Strassenbrücke (einspurig)                                                        | Bachdurchlass  | Beton                | 6          | 707          | |
|                                                                            | Hauptstrasse-Brücke                            | Welschenrohr                |      | Strassenbrücke (zweispurig)                                                       | Bachdurchlass  | Beton                | 9          | 704          | Höchstgeschwindigkeit 80 km/h Veloland-Route 54 Arc jurassien (Etappe 3 Tramelan–Welschenrohr) PostAuto Buslinie 129/N59 (Balsthal–Welschenrohr–Gänsbrunnen)                                                             |
|                                                                            | Munimattweg-Brücke                             | Welschenrohr                |      | Feldwegbrücke                                                                     | Bachdurchlass  | Beton                | 4          | 695          | |
|                                                                            | Ägertenweg-Brücke                              | Welschenrohr                |      | Feldwegbrücke                                                                     | Balkenbrücke   | Beton                | 5          | 686          | |
|                                                                            | Illmattweg-Brücke                              | Welschenrohr                |      | Strassenbrücke (einspurig)                                                        | Bogenbrücke    | Stein Beton          | 12         | 681          | Verbot für Lastwagen |
|                                                                            | Schulhausbrücke (Balmbergstrasse)              | Welschenrohr                |      | Strassenbrücke (zweispurig) mit Trottoirs und Rohrleitung an der Brückenseite     | Balkenbrücke   | Beton                | 13         | 676          | Wanderland-Route 478 Weissenstein-Passwang-Weg (Etappe 1 Solothurn–Welschenrohr) |
|                                                                            | Schulhaussteg                                  | Welschenrohr                |      | Fussgängerbrücke                                                                  | Balkenbrücke   | Holz Beton Aluminium | 10         | 676          | Gebaut 2020 |
|                                                                            | Kreuzweg-Brücke                                | Welschenrohr                |      | Fussgängerbrücke                                                                  | Balkenbrücke   | Stahl Beton          | 10         | 674          | |
|                                                                            | Husmatten-Brücke (Sollmattstrasse)             | Welschenrohr                |      | Strassenbrücke (zweispurig)                                                       | Balkenbrücke   | Beton                | 11         | 673          | Gebaut 1985 |
|                                                                            | Hauptstrasse-Brücke                            | Welschenrohr                |      | Strassenbrücke (zweispurig) mit abgetrenntem Fuss- und Veloweg                    | Balkenbrücke   | Beton                | 12         | 669          | Gebaut 1979 Höchstgeschwindigkeit 50 km/h Veloland-Route 54 Arc jurassien (Etappe 4 Welschenrohr–Liestal) PostAuto Buslinien 129/N59 (Balsthal–Welschenrohr–Gänsbrunnen) und 131 (Balsthal–Brunnersberg)                 |
|                                                                            | Unbenannte Brücke                              | Welschenrohr                |      | Strassenbrücke                                                                    | Balkenbrücke   | Beton                | 5          | 669          | Zufahrt zum Gebäude Hauptstrasse 61. |
|                                                                            | Stierenbergstrasse-Brücke                      | Welschenrohr                |      | Strassenbrücke (zweispurig)                                                       | Balkenbrücke   | Beton                | 7          | 672          | Steinschlag PostAuto Buslinie 131 (Balsthal–Brunnersberg) |
|                                                                            | Unbenannte Brücke                              | Welschenrohr                |      | Strassenbrücke                                                                    | Balkenbrücke   | Beton                | 6          | 667          | Seit dem Brand der Sägerei 2016 ist die Brücke nicht mehr passierbar. |
|                                                                            | Unbenannter Steg                               | Welschenrohr                |      | Fussgängerbrücke                                                                  | Balkenbrücke   | Holz                 | 11         | 652          | |
|                                                                            | Unbenannte Brücke                              | Welschenrohr                |      | Feldwegbrücke                                                                     | Balkenbrücke   | Beton                | 6          | 641          | Massiver Steinblock versperrt den Übergang. |
|                                                                            | Wolfsschlucht-Steg                             | Welschenrohr                |      | Fussgängerbrücke                                                                  | Balkenbrücke   | Beton                | 8          | 599          | Wanderland-Route 484 Wolfsschlucht-Weg (Welschenrohr (Wolfsschlucht)–Welschenrohr) |
|                                                                            | Steinbruch‑Hammer-Brücke                       | Herbetswil                  |      | Strassenbrücke (Auffahrt)                                                         | Balkenbrücke   | Beton                | 8          | 583          | Privater Übergang mit Metallschranke |
|                                                                            | Thalstrasse-Brücke                             | Herbetswil                  |      | Strassenbrücke (zweispurig) mit Velostreifen                                      | Bogenbrücke    | Beton                | 35         | 572          | Gebaut 1840, erweitert 1976 Höchstgeschwindigkeit 80 km/h Veloland-Route 54 Arc jurassien (Etappe 4 Welschenrohr–Liestal) PostAuto Buslinien 129/N59 (Balsthal–Welschenrohr–Gänsbrunnen) und 131 (Balsthal–Brunnersberg) |
|                                                                            | Alte Landstrasse-Brücke                        | Herbetswil                  |      | Strassenbrücke (einspurig)                                                        | Bogenbrücke    | Stein                | 7          | 559          | Historische Steinbogenbrücke Wanderweg |
|                                                                            | Hintere Schmiedenmatt-Brücke (Schlittlibrücke) | Herbetswil                  |      | Strassenbrücke (zweispurig)                                                       | Bogenbrücke    | Beton                | 8          | 541          | |
|                                                                            | Unbenannte Brücke                              | Herbetswil                  |      | Feldwegbrücke (ehemalig)                                                          | Balkenbrücke   | Beton                | 7          | 532          | Brücke ist 2022 beim Hochwasserschutz und der Revitalisierung des Dünnernverlaufs zurückgebaut worden. |
| Ehemalige Feldwegbrücke (August 2021) Neue Fussgängerbrücke (Oktober 2022) | Wolfsschlucht-Brücke (Dünnerngätterliweg)      | Herbetswil                  |      | Fussgängerbrücke                                                                  | Balkenbrücke   | Stahl                | 16         | 526          | Gebaut 2022, ersetzte Feldwegübergang. Wanderweg |
|                                                                            | Unbenannte Brücke                              | Herbetswil                  |      | Feldwegbrücke                                                                     | Balkenbrücke   | Beton                | 11         | 523          | |
|                                                                            | Unbenannter Steg                               | Herbetswil                  |      | Fussgängerbrücke                                                                  | Balkenbrücke   | Stahl                | 7          | 520          | Privater Übergang zum Schützenhaus: Benutzung verboten |
|                                                                            | Unbenannte Brücke                              | Herbetswil – Aedermannsdorf |      | Feldwegbrücke mit Metallschranke                                                  | Balkenbrücke   | Holz                 | 6          | 519          | |
|                                                                            | Unbenannter Steg                               | Aedermannsdorf              |      | Fussgängerbrücke                                                                  | Balkenbrücke   | Stahl                | 9          | 516          | |
|                                                                            | Hauptweg-Brücke                                | Aedermannsdorf              |      | Feldwegbrücke                                                                     | Balkenbrücke   | Beton                | 7          | 514          | |
|                                                                            | Nägeli-Brücke                                  | Aedermannsdorf              |      | Strassenbrücke (zweispurig)                                                       | Balkenbrücke   | Beton                | 14         | 509          | Wanderweg |
|                                                                            | Horngrabenweg-Brücke                           | Matzendorf                  |      | Strassenbrücke (zweispurig) mit Rohrleitungen an der Brückenseite                 | Balkenbrücke   | Beton                | 11         | 502          | Wanderweg |
|                                                                            | Mühlestrasse-Brücke                            | Matzendorf                  |      | Strassenbrücke (zweispurig)                                                       | Balkenbrücke   | Beton                | 14         | 497          | Veloland-Route 54 Arc jurassien (Etappe 4 Welschenrohr–Liestal) Wanderweg |
|                                                                            | Thalweg-Brücke                                 | Matzendorf                  |      | Strassenbrücke (zweispurig)                                                       | Balkenbrücke   | Beton                | 11         | 495          | |
|                                                                            | Enerholzstrasse-Brücke                         | Laupersdorf                 |      | Strassenbrücke (zweispurig)                                                       | Balkenbrücke   | Beton                | 16         | 489          | |
|                                                                            | Moosweg-Brücke                                 | Laupersdorf                 |      | Strassenbrücke (zweispurig)                                                       | Balkenbrücke   | Beton                | 17         | 485          | |
|                                                                            | Allmendweg-Brücke                              | Balsthal                    |      | Strassenbrücke (zweispurig)                                                       | Balkenbrücke   | Beton                | 17         | 482          | |
|                                                                            | Neumattstrasse-Brücke                          | Balsthal                    |      | Strassenbrücke (zweispurig)                                                       | Balkenbrücke   | Beton                | 14         | 481          | Fahrverbot für Motorwagen und Motorräder Metallpoller dienen als Durchfahrtssperre. |
|                                                                            | Guntenfluhweg-Brücke                           | Balsthal                    |      | Strassenbrücke (einspurig) mit Rohrleitungen an der Brückenseite                  | Balkenbrücke   | Beton                | 25         | 481          | Metallpoller dient als Durchfahrtssperre. Brücke soll gemäss Projekt »Verkehrsanbindung Thal« ersetzt werden |
|                                                                            | Lebernweg-Brücke                               | Balsthal                    |      | Strassenbrücke (zweispurig) mit Rohrleitungen an der Brückenseite                 | Balkenbrücke   | Beton                | 8          | 481          | Fahrverbot für Lastwagen und Gesellschaftswagen: ausgenommen Feuerwehrfahrzeuge Veloland-Route 54 Arc jurassien (Etappe 4 Welschenrohr–Liestal) Wanderland-Route 5 Jura-Höhenweg (Etappe 5 Balsthal–Weissenstein)        |
|                                                                            | Klus-Viadukt (geplant)                         | Klus (Balsthal)             |      | Strassenbrücke (zweispurig)                                                       | Balkenbrücke   | Beton                | 296        | 481          | Die »Verkehrsanbindung Thal« (Umfahrung Klus) ist am 26. September 2021 vom Solothurner Stimmvolk angenommen worden. Baubeginn im Jahr 2023 und Inbetriebnahme der Entlastungsstrasse im Jahr 2026 vorgesehen.           |
|                                                                            | Anschlussgleis‑Industriezone‑Klus-Brücke       | Klus (Balsthal)             |      | Eisenbahnbrücke (eingleisig)                                                      | Fachwerkbrücke | Stahl                | 25         | 481          | Oensingen-Balsthal-Bahn |
|                                                                            | Zum‑Hofberg-Brücke                             | Klus (Balsthal)             |      | Strassenbrücke (zweispurig) mit Trottoirs und Metallschranke                      | Bogenbrücke    | Stein Beton          | 18         | 481          | Zufahrt zur International Fire Academy, die 2009 eröffnet wurde. |
|                                                                            | Industriezone‑Klus‑57-Gebäude                  | Klus (Balsthal)             |      | Gebäude-«Brücke»                                                                  | Bachdurchlass  | Beton                | 20         | 480          | |
|                                                                            | Unbenannte Brücke                              | Klus (Balsthal)             |      | Strassenbrücke (zweispurig)                                                       | Balkenbrücke   | Beton                | 12         | 478          | Private Brücke auf dem Industriezone Klus-Areal. |
|                                                                            | Industriezone‑Klus‑60-Gebäude                  | Klus (Balsthal)             |      | Gebäude-«Brücke»                                                                  | Bachdurchlass  | Beton                | 86         | 477          | |
|                                                                            | Industriezone‑Klus‑65-Gebäude                  | Klus (Balsthal)             |      | Gebäude-«Brücke»                                                                  | Bachdurchlass  | Beton                | 90         | 476          | |
|                                                                            | Unbenannte Brücke                              | Klus (Balsthal)             |      | Strassenbrücke (einspurig) mit Metallschranke                                     | Balkenbrücke   | Beton                | 10         | 475          | Höchstgeschwindigkeit 20 km/h Private Brücke auf dem Industriezone Klus-Areal. |
|                                                                            | Unbenannte Brücke                              | Klus (Balsthal)             |      | Strassenbrücke                                                                    | Balkenbrücke   | Beton                | 12         | 474          | Übergang ist nicht mehr befahrbar. Private Brücke auf dem Industriezone Klus-Areal. |
|                                                                            | Unbenannte Brücke                              | Klus (Balsthal)             |      | Strassenbrücke (einspurig) mit Metallschranke und Rohrleitung an der Brückenseite | Balkenbrücke   | Beton                | 14         | 474          | Private Brücke auf dem Industriezone Klus-Areal. |

### Bezirk Gäu
30 Übergänge überspannen den Fluss zwischen Oensingen und Egerkingen.
| Bild | Name                              | Ort                             | Lage | Funktion | Konstruktion    | Material   | Länge in m | Höhe m ü. M. | Bemerkungen |
| ---- | --------------------------------- | ------------------------------- | ---- | --- | --------------- | ---------- | ---------- | ------------ | --- |
|      | Aeussere‑Klus-Brücke (Lehngasse)  | Oensingen                       |      | Strassenbrücke (zweispurig) mit Trottoir | Balkenbrücke    | Beton      | 12         | 471          | Höchstgeschwindigkeit 50 km/h Veloland-Route 71 Passwang–Oberaargau (Etappe 2 Balsthal–Huttwil) |
|      | Balsthalbahn-Brücke               | Oensingen                       |      | Eisenbahnbrücke (eingleisig) | Fachwerkbrücke  | Stahl      | 27         | 466          | Bahnstrecke Oensingen-Balsthal |
|      | Solothurnstrasse-Brücke           | Oensingen                       |      | Strassenbrücke (zweispurig) mit Trottoirs | Balkenbrücke    | Beton      | 20         | 463          | Höchstgeschwindigkeit 50 km/h |
|      | Kamber-Brüggli (Rötelbachstrasse) | Oensingen                       |      | Fussgängerbrücke | Gedeckte Brücke | Holz       | 17         | 462          | gedeckte Holzbrücke, gebaut 1990 Wanderweg |
|      | SBB-Brücke                        | Oensingen                       |      | Eisenbahnbrücke (zweigleisig) | Balkenbrücke    | Beton      | 45         | 462          | Höchstgeschwindigkeit 135 km/h Bahnstrecke Olten–Solothurn |
|      | Werkhofstrasse-Brücke (Nordring)  | Oensingen                       |      | Strassenbrücke (zweispurig) mit Trottoirs | Balkenbrücke    | Beton      | 15         | 461          | Busbetrieb Olten Gösgen Gäu Buslinie 505/N55 (Oensingen–Olten) und PostAuto Buslinie 127 (Olten–Egerkingen–Wolfwil–Oensingen)                                                                                          |
|      | Unbenannte Brücke                 | Oensingen                       |      | Strassenbrücke (vierspurig) | Balkenbrücke    | Beton      | 38         | 460          | Höchstgeschwindigkeit 60 km/h Autobahnauffahrt A1 Anschlussstelle 44 Oensingen |
|      | Unbenannter Steg                  | Oensingen                       |      | Fussgängerbrücke | Balkenbrücke    | Beton      | 18         | 457          | |
|      | Breitfeldstrasse-Brücke           | Oensingen                       |      | Strassenbrücke (zweispurig) | Balkenbrücke    | Beton      | 20         | 456          | |
|      | Fehlmattweg-Brücke                | Oensingen                       |      | Strassenbrücke (zweispurig) mit Rohrleitung an der Brückenseite                                                                                        | Balkenbrücke    | Beton      | 16         | 455          | |
|      | Kestenholzstrasse-Brücke          | Oensingen                       |      | Strassenbrücke (zweispurig) mit Trottoirs 268 | Balkenbrücke    | Beton      | 120        | 453          | Höchstgeschwindigkeit 60 km/h Busbetrieb Olten Gösgen Gäu Buslinie 505/N55 (Oensingen–Olten) und PostAuto Buslinie 127 (Olten–Egerkingen–Wolfwil–Oensingen) Die Brücke überquert neben dem Fluss auch die A1-Autobahn. |
|      | Unbenannte Brücke                 | Oensingen – Kestenholz          |      | Strassenbrücke (nicht mehr in Betrieb) | Balkenbrücke    | Beton      | 16         | 449          | Brücke ist nicht mehr befahrbar, die südliche Seite endet bei der A1-Autobahn. |
|      | Unbenannte Brücke                 | Oberbuchsiten                   |      | Strassenbrücke (nicht mehr in Betrieb) | Balkenbrücke    | Beton      | 18         | 443          | Brücke ist nicht mehr befahrbar, die südliche Seite endet bei der A1-Autobahn. |
|      | Berggäustrasse-Brücke             | Oberbuchsiten – Niederbuchsiten |      | Strassenbrücke (zweispurig) mit abgetrenntem Trottoir                                                                                                  | Balkenbrücke    | Beton      | 80         | 442          | Die Brücke überquert neben dem Fluss auch die A1-Autobahn. |
|      | Schälismühlestrasse-Brücke        | Oberbuchsiten                   |      | Feldwegbrücke | Balkenbrücke    | Beton      | 17         | 441          | Brücke ist nicht mehr befahrbar, die südliche Seite endet bei der A1-Autobahn. |
|      | Fussgängerbrücke Jura             | Oberbuchsiten – Niederbuchsiten |      | Fussgängerbrücke | Bogenbrücke     | Beton      | 70         | 441          | Allgemeines Fahrverbot Die Brücke verbindet das Jura-Fabrikareal in Niederbuchsiten mit Oberbuchsiten. Die Brücke überquert neben dem Fluss auch die A1-Autobahn.                                                      |
|      | Unbenannte Brücke                 | Oberbuchsiten                   |      | Strassenbrücke (einspurig) | Balkenbrücke    | Beton      | 18         | 441          | |
|      | Unbenannte Brücke                 | Oberbuchsiten                   |      | Eisenbahnbrücke (eingleisig) | Balkenbrücke    | Beton      | 25         | 441          | Anschlussgleis der Migros Verteilbetrieb AG |
|      | SBB-Brücke                        | Oberbuchsiten                   |      | Eisenbahnbrücke (zweigleisig) | Balkenbrücke    | Beton      | 20         | 441          | Höchstgeschwindigkeit 135 km/h Bahnstrecke Olten–Solothurn |
|      | Unbenannte Brücke                 | Oberbuchsiten                   |      | Eisenbahnbrücke (eingleisig) | Balkenbrücke    | Beton      | 30         | 441          | Anschlussgleis der Migros Verteilbetrieb AG |
|      | Industriestrasse-Brücke           | Oberbuchsiten                   |      | Strassenbrücke (zweispurig) mit Trottoir | Balkenbrücke    | Beton      | 36         | 440          | Höchstgeschwindigkeit 50 km/h |
|      | Unbenannte Brücke                 | Oberbuchsiten – Neuendorf       |      | Strassenbrücke (zweispurig) | Balkenbrücke    | Beton      | 18         | 438          | |
|      | Neustrasse-Brücke                 | Oberbuchsiten – Neuendorf       |      | Strassenbrücke (zweispurig) mit Trottoir | Balkenbrücke    | Beton      | 20         | 437          | Höchstgeschwindigkeit 80 km/h |
|      | Unbenannter Steg                  | Egerkingen                      |      | Fussgänger- und Velobrücke | Balkenbrücke    | Holz Beton | 18         | 436          | Metallpoller dienen als Durchfahrtssperre. |
|      | Bahnhofstrasse-Brücke             | Egerkingen                      |      | Strassenbrücke (zweispurig) mit Trottoir | Balkenbrücke    | Beton      | 20         | 435          | Kinder: Schule |
|      | Unbenannter Steg                  | Egerkingen                      |      | Fussgängerbrücke | Balkenbrücke    | Holz       | 20         | 433          | Metallpoller dient als Durchfahrtssperre. |
|      | A2-Autobahnübergang               | Egerkingen                      |      | Autobahnübergang (siebenspurig), vierspurig Fahrtrichtung Basel (mit Spur «Ausfahrt 14 Egerkingen») und dreispurig Fahrtrichtung Verzweigung Härkingen | Bachdurchlass   | Beton      | 10         | 433          | Höchstgeschwindigkeit 100 km/h |
|      | Expressstrasse-Übergang           | Egerkingen                      |      | Strassenübergang (vierspurig) | Bachdurchlass   | Beton      | 10         | 438          | |
|      | A2‑Anschluss‑Egerkingen-Übergang  | Egerkingen                      |      | Strassenübergang (zweispurig) | Bachdurchlass   | Beton      | 10         | 436          | |
|      | Unbenannte Brücke                 | Egerkingen                      |      | Strassenbrücke (einspurig) | Balkenbrücke    | Beton      | 18         | 432          | |

### Bezirk Olten
25 Übergänge überspannen den Fluss zwischen den Gemeinde Hägendorf und der Stadt Olten.
| Bild | Name                                | Ort                 | Lage | Funktion                                                                                       | Konstruktion    | Material    | Länge in m | Höhe m ü. M. | Bemerkungen |
| ---- | ----------------------------------- | ------------------- | ---- | ---------------------------------------------------------------------------------------------- | --------------- | ----------- | ---------- | ------------ | --- |
|      | Lischmatten-Brücke                  | Hägendorf – Gunzgen |      | Strassenbrücke (einspurig) mit moderner Barriere und Rohrleitungen an der Brückenseite         | Balkenbrücke    | Beton       | 18         | 428          | Sackgasse Vortritt vor dem Gegenverkehr (Fahrtrichtung SBB Bahntechnik Center) Dem Gegenverkehr Vortritt lassen (Fahrtrichtung Hägendorf) Privatstrasse: Zubringerdienst SBB gestattet                                                                                    |
|      | SBB-Brücke (Nebengleise)            | Hägendorf – Kappel  |      | Eisenbahnbrücke (viergleisig)                                                                  | Balkenbrücke    | Beton       | 35         | 427          | |
|      | SBB-Brücke                          | Hägendorf – Kappel  |      | Eisenbahnbrücke (zweigleisig)                                                                  | Balkenbrücke    | Beton       | 30         | 427          | Höchstgeschwindigkeit 140 km/h Bahnstrecke Olten–Solothurn |
|      | Breitenweg-Brücke                   | Hägendorf – Kappel  |      | Feldwegbrücke                                                                                  | Balkenbrücke    | Beton       | 15         | 427          | Skatingland-Route 3 Mittelland Skate (Etappe 7 Olten–Solothurn) Veloland-Route 50 Jurasüdfuss-Route (Etappe 1 Olten–Grenchen) |
|      | Höchmatt-Brücke                     | Kappel              |      | Strassenbrücke (einspurig)                                                                     | Balkenbrücke    | Beton       | 18         | 425          | Fahrverbot für Motorwagen und Motorräder Metallpoller dient als Durchfahrtssperre. |
|      | Hägendorferstrasse-Brücke           | Hägendorf – Kappel  |      | Strassenbrücke (zweispurig) mit Velospur und Trottoirs                                         | Balkenbrücke    | Beton       | 24         | 425          | Velo- und Fussweg mit getrennten Verkehrsflächen Eingeschränkter Winterdienst Höchstgeschwindigkeit 50 km/h |
|      | Dorfstrasse-Brücke                  | Hägendorf – Kappel  |      | Strassenbrücke (zweispurig) mit Trottoirs                                                      | Balkenbrücke    | Beton       | 20         | 423          | Höchstgeschwindigkeit 50 km/h Skatingland-Route 3 Mittelland Skate (Etappe 7 Olten–Solothurn) Bei der Brücke mündet der eingedolte Cholersbach in die Dünnern. |
|      | Gäustrasse-Brücke                   | Rickenbach          |      | Strassenbrücke (zweispurig) mit Velostreifen und Trottoir 268.1                                | Balkenbrücke    | Beton       | 42         | 421          | Höchstgeschwindigkeit 50 km/h |
|      | Unbenannter Steg                    | Wangen bei Olten    |      | Fussgänger- und Velobrücke                                                                     | Balkenbrücke    | Holz Stahl  | 21         | 418          | |
|      | Unbenannte Brücke                   | Wangen bei Olten    |      | Strassenbrücke (zweispurig) mit Velostreifen, Trottoirs und Rohrleitungen unterhalb der Brücke | Balkenbrücke    | Beton       | 90         | 417          | Höchstgeschwindigkeit 50 km/h Busbetrieb Olten Gösgen Gäu Buslinie 507 (Niedergösgen–Olten–Egerkingen) |
|      | Mittelgäustrasse-Brücke             | Wangen bei Olten    |      | Strassenbrücke (zweispurig) mit Trottoir                                                       | Balkenbrücke    | Beton       | 18         | 415          | Höchstgeschwindigkeit 50 km/h Höchstgewicht 3,5 t Skatingland-Route 3 Mittelland Skate (Etappe 7 Olten–Solothurn) |
|      | Unbenannte Brücke                   | Wangen bei Olten    |      | Fussgänger- und Velobrücke                                                                     | Balkenbrücke    | Holz Stahl  | 18         | 412          | Fahrverbot für Motorwagen, Motorräder und Motorfahrräder: Zubringerdienst gestattet Metallschranken dienen als Durchfahrtssperre. |
|      | Dünnernbrücke‑Gheidgraben           | Olten               |      | Fussgänger- und Velobrücke                                                                     | Gedeckte Brücke | Holz        | 20         | 407          | gedeckte Holzbrücke, gebaut 2015 Skatingland-Route 3 Mittelland Skate (Etappe 7 Olten–Solothurn) Veloland-Route 50 Jurasüdfuss-Route (Etappe 1 Olten–Grenchen) |
|      | Gheidweg-Brücke                     | Olten               |      | Strassenbrücke (einspurig) mit Rohrleitungen an der Brückenseite                               | Balkenbrücke    | Beton       | 19         | 406          | |
|      | Gäustrasse-Brücke                   | Olten               |      | Strassenbrücke (zweispurig)                                                                    | Balkenbrücke    | Beton       | 24         | 406          | Verbot für Velos und Fussgänger Höchstgeschwindigkeit 60 km/h Busbetrieb Olten Gösgen Gäu Buslinie 507 (Niedergösgen–Olten–Egerkingen) |
|      | SBB-Brücke                          | Olten               |      | Eisenbahnbrücke (zweigleisig)                                                                  | Balkenbrücke    | Beton       | 30         | 405          | Höchstgeschwindigkeit 125 km/h Bahnstrecke Olten–Solothurn |
|      | Unbenannte Brücke                   | Olten               |      | Fussgänger- und Velobrücke                                                                     | Balkenbrücke    | Stahl       | 16         | 403          | Ehemalige Eisenbahnbrücke Die hydrometrische Messstation Dünnern - Olten, Hammermühle (2434) vom Bundesamt für Umwelt (BAFU) befindet sich 200 m flussabwärts auf der rechten Flussseite.                                                                                 |
|      | Solothurnerstrasse-Brücke           | Olten               |      | Strassenbrücke (zweispurig) mit Trottoirs                                                      | Balkenbrücke    | Beton       | 15         | 402          | Höchstgeschwindigkeit 50 km/h Skatingland-Route 3 Mittelland Skate (Etappe 7 Olten–Solothurn) Veloland-Route 50 Jurasüdfuss-Route (Etappe 1 Olten–Grenchen) |
|      | Stationsstrasse‑27-Industriegebäude | Olten               |      | Gebäude-«Brücke»                                                                               | Bachdurchlass   | Beton       | 20         | 400          | Das Gebäude wurde 1996 erstellt. |
|      | Unbenannte Brücke                   | Olten               |      | Strassenbrücke (einspurig) mit moderner Barriere                                               | Balkenbrücke    | Beton       | 11         | 397          | Höchstgewicht 40 t Private Brücke: Unbefugten ist es untersagt, den Übergang zu betreten oder zu befahren oder darauf zu verweilen. |
|      | Hammerallee-Brücke                  | Olten               |      | Strassenbrücke (zweispurig) mit Trottoir                                                       | Bogenbrücke     | Stein Beton | 17         | 402          | Höchstgeschwindigkeit 30 km/h |
|      | Leberngasse-Brücke                  | Olten               |      | Strassenbrücke (zweispurig) mit Trottoirs                                                      | Balkenbrücke    | Beton       | 11         | 393          | Höchstgeschwindigkeit 30 km/h |
|      | Unbenannter Steg                    | Olten               |      | Fussgängerbrücke                                                                               | Balkenbrücke    | Beton       | 12         | 392          | Übergang ist nicht behindertengerecht (Treppe). |
|      | Mühlegassebrücke                    | Olten               |      | Strassenbrücke (zweispurig) mit Trottoirs                                                      | Balkenbrücke    | Beton       | 11         | 391          | Neu erstellt 2019/20 Fahrverbot für Motorwagen, Motorräder und Motorfahrräder: Zufahrt gestattet für Linienbus, Hotelgäste, Taxi und Anstösser mit Ausweis Veloland-Route 5 Mittelland-Route (Etappe 4 Aarau–Solothurn) und Route 8 Aare-Route (Etappe 6 Solothurn–Aarau) |
|      | Unbenannte Brücke                   | Olten               |      | Strassenbrücke (einspurig) mit Trottoir                                                        | Balkenbrücke    | Beton       | 11         | 390          | Fahrverbot für Motorwagen, Motorräder und Motorfahrräder Metallschranke dient als Durchfahrtssperre. |